# Кхама, Серетсе
Сэр Серетсе Гойтсебенг Мафири Кхама (англ. Seretse Goitsebeng Maphiri Khama, тсвана Serêtsê a Sekgoma a Khama; 1 июля 1921, Серове, Бечуаналенд — 13 июля 1980, Габороне, Ботсвана) — первый президент Ботсваны с 30 сентября 1966 до 13 июля 1980 года.

## Происхождение
Происходил из рода вождей племени Бамангвато, внук Кхама III. В 1925 году стал их королём (kgosi). Получил юридическое образование в ЮАР (университет Форт-Хэр) и Великобритании.

## Политическая деятельность
После получения Ботсваной (тогда называвшейся Бечуаналенд) автономии вернулся на родину и, отказавшись от королевского титула, был избран в местный совет в 1957 году. В 1961 году основал Демократическую партию Ботсваны, которая в 1965 году, выступая на социалистических и пан-африканистских позициях, выиграла парламентские выборы, после чего Кхама стал премьер-министром Бечуналенда.
Добивался получения страной независимости от Великобритании, была построена новая столица страны — Габороне. В том же году после получения страной независимости избран первым президентом Ботсваны. Переизбирался парламентом после каждых выборов, поскольку БДП всегда получала большинство голосов.
Добился превращения Ботсваны, одной из беднейших и пустыннейших стран Африки на момент получения независимости, в одну из самых интенсивно развивающихся стран на континенте благодаря активному экспорту природного сырья и полезных ископаемых. Серетcе с нуля создал экономическую программу страны. Успешно боролся с коррупцией, смог создать стабильный демократический режим, избавленный от угрозы переворотов. Серетcе ввел низкие и стабильные налоги для горнодобывающих компаний и низкий процент налога на прибыль, провозгласил свободу торговли и личности и верховенство закона. Кхама старался привлечь в страну иностранные инвестиции для развития сельского хозяйства, промышленности и туризма.  Сыграл большую роль в достижении стабильности в Ботсване. Благодаря его руководству все доходы правительство инвестировало в развитие инфраструктуры страны, здравоохранение и образование, что еще больше стимулировало экономическое развитие Ботсваны.
Кхама создал профессиональную армию, которая успешно защищала страну от вторжений вооруженных групп из Южной Африки и Родезии. Во внешней политике Кхама был дипломатичен и сразу же после обретения независимости гарантировал соседям, что Ботсвана ни на кого не будет нападать. Именно Кхама играл ключевую роль  в переговорах об окончании гражданской войны в  Родезии и в обретении независимости Зимбабве.

## Кончина
Скончался от рака поджелудочной железы, находясь на посту президента. Похоронен в семейной усыпальнице. Его преемником стал вице-президент страны Кветт Кетумиле Масире.

## Семья
Жена (с 1948) — Рут Уильямс (1923, Лондон—2002), дочь капитана Британской армии. Их свадьба — белой англичанки из среднего класса и чернокожего принца из британского протектората вызвала международный резонанс.  После смерти мужа Рут осталась жить в Ботсване, получив признание от жителей Ботсваны: еe провозгласили королевой-матерью («Mohumagadi Mma Kgosi»). Похоронена в Ботсване, рядом с мужем.
Дочь, Жаклин Тегобо Кхама (1950—2022), работала в Университете Ботсваны. После выхода на пенсию присоединилась к благотворительной организации своей матери, где несколько лет занимала должность председателя.
Сыновья — (близнецы) Энтони и Тшекеди Кхмама. Тшекеди Кхмама — политический деятель.
Младший сын — Ян Кхама, с 2008 по 2018 годы занимал пост президента страны (4-й по счёту).
Внучка — Тахлия Кхама

## В культуре
На основе его автобиографии в 2016 году был снят британский фильм «Соединённое королевство». Роль Кхамы исполнил Дэвид Ойелоуо.

## Международные награды
- Премия Нансена (1978)